# Токмакова, Ирина Петровна
Ири́на Петро́вна Токмако́ва (в девичестве Мануко́ва; 3 марта 1929, Москва — 5 апреля 2018, там же) — советская и российская детская писательница, автор образовательных повестей-сказок, стихотворений и пьес для детей дошкольного возраста, классических переводов из английской и шведской народной поэзии. Лауреат Государственной премии России за произведения для детей и юношества (за книгу «Счастливого пути!», 2002). Жена художника-иллюстратора Льва Токмакова.

## Биография
Родилась в Москве. Отец — Пётр Карпович Мануков (Перч Карапетович Манукян), армянин, инженер-электротехник, мать — Лидия Александровна Дилигенская, русская, из семьи священнослужителей, детский врач, заведовала «Домом подкидышей».
Ирина с детства писала стихи, но считала, что литературных способностей у неё нет, поэтому выбрала профессию лингвиста. В 1953 году окончила филологический факультет МГУ, училась в аспирантуре по общему и сравнительному языкознанию. Одновременно работала переводчиком.
Первым художественным переводом стал сборник шведских народных детских песенок, присланный Токмаковой шведским энергетиком Боргквистом, который познакомился с ней во время визита в СССР. Ирина Петровна перевела стихи для чтения своему сыну, а её муж, художник-иллюстратор Лев Алексеевич Токмаков, отнёс рукопись в издательство, где её приняли в печать.
Через год вышла первая книжка собственных стихов — «Деревья», созданная совместно с мужем.
Стихотворения Токмаковой рассчитаны на слуховое восприятие, поэтому в них выражен фонетический рисунок, часты синтаксические, смысловые и лексические повторы. Часто встречающийся в творчестве Токмаковой мотив — мотив тишины, по-своему дополняющий динамизм других её стихотворений.
Член КПСС с 1975 года.
Умерла 5 апреля 2018 года в возрасте 89 лет. Похоронена на 1-м участке московского Армянского кладбища рядом с мужем.

## Произведения для детей
- «Времена года», 1962 (сборник стихов)
- «Деревья», М., 1962
- «Звенелки», М., 1963
- «Вечерняя сказка», М., Детская литература, 1965
- «Сосны шумят», 1966
- «Карусель», М., 1967
- «Аля, Кляксич и буква А», 1-е изд. 1968
- «Сказка про Сазанчика», 1970 (сборник стихов)
- «Женька-совёнок», 1970 (пьеса)
- «На родной земле: Предание», 1975
- «Далеко — Нигерия», М., 1975
- «Летний ливень», 1980 (сборник стихов)
- «Заколдованное копытце», 1981 (пьеса)
- «Может, нуль не виноват?», 1984
- «Зёрнышко», М., Детская литература, 1980
- «Счастливого пути…», 1985
- «И настанет веселое утро», 1986 (повесть-сказка)
- «Счастливо, Ивушкин!», 1991 (повесть-сказка)
- «Чародейка»
- «Плим», версия для радиоспектакля 2013 (повесть-сказка)

и многие другие.

## Переводы
- Л. Кэрролл. Алиса в волшебной стране
- Р. Абдурашид. Бабушка-сказка. (Пер. с узбекского)
- В. Витка Бабушкины гости (Пер. с белорусского)
- К. Грэм, Ветер в ивах
- Винни-Пух и его друзья
- Внутри компьютера
- Волшебный камень Бризингамена
- Гномик ищет невесту
- Гномобиль
- Космические демоны
- Маленькие тролли и большое наводнение
- Мио, мой Мио!
- Муми-тролль и страшная комета
- Муми-тролль и шляпа Чародея
- Дж. Барри. Питер Пэн (пересказ)
- Питер Пэн в Кенсингтонском саду (пересказ)
- Питер-Кролик и другие
- С. Лагерлеф. Чудесное путешествие Нильса с дикими гусями (пересказ)
- Пыльца фей и заколдованный остров
- Три поросёнка
- Дом под каштанами (пересказ)

## Награды
- Российская литературная премия имени Александра Грина (2002 год)
- Государственная премия Российской Федерации в области литературы и искусства 2002 года за произведения для детей и юношества (5 июня 2003 года) — за книгу «Счастливого пути!»[10]
- Премия Правительства Российской Федерации 2008 года в области образования (24 декабря 2008 года) — за создание учебно-методического комплекта по курсу «Русский язык и литературное чтение» для общеобразовательных учреждений[11]